# Guavatá
Guavatá es un municipio ubicado en el sur del departamento de Santander, República de Colombia,  y forma parte de la Provincia de Vélez, ubicado aproximadamente a 4 horas de Bucaramanga, la capital del departamento. 
Guavatá es conocido como La Capital Mundial de la Guayaba, ya que allí se cultiva desde épocas antepasadas dicho fruto, y también se fabrica una gran cantidad de bocadillo, el cual es comerciado en diferentes lugares de Colombia.
Este municipio es conocido por tener el único santuario católico ubicado en la provincia de Vélez, el Santo Cristo de Guavatá, cuya fiesta patronal se celebraba el 3 de febrero, actualmente su celebración es realizada el primer domingo de febrero atrayendo a esta localidad a miles de turistas y feligreses en honor a su patrono.

## Historia
El municipio de Guavatá estuvo habitado por la tribu los muiscas chibchas, la franja altitudinal presentaba un clima favorable para los asentamientos humanos en comparación con otras zonas más frías e insalubres. El mestizaje junto con el clima tropical favoreció su expansión geográfica.
El municipio de Guavatá, de origen chibcha y que significa "Labranza fuera del cerro" fue fundado en 1542. Su historia, está muy ligada a la historia de Vélez fundada por Gonzalo Jiménez de Quesada Jiménez de Quezada y Martín Galeano (1539) La Real Audiencia de Santa Fe, inició el control económico y político, la apropiación y explotación de la tierra mediante la encomienda, la estancia y los resguardos.
La actividad agrícola en épocas de la colonia fue la caña, a finales de la Colonia se incrementó y diversificó la producción agrícola, lo mismo que la minería y la actividad artesanal (textil); en esta época también se aceleró el crecimiento de la población con el proceso de mestizaje iniciado en el siglo anterior.

## División administrativa
Según el IGAC, en Guavatá figuran estas veredas: San Rafael, Pavachoque, Puente Naranjos, San Jose de Iroba, Estancia de González, San Vicente, San Roque Picacho, Botua I, Botua II, Matarredonda, Helechal y mesa,Casiquito, Pedregal, Popoa, Helechal y Mesa, Tres Esquinas, Tres Esquinas Los Patios, Puerto López, Unión, Mercadillo, Escobal y El Injerto.

## Geografía
Guavatá cuenta con 21 veredas, siendo Estancia de González y Helechal y Mesa dos de las más grandes del municipio, el casco urbano se encuentra ubicado entre las veredas de Pavachoque, San Rafael y Popoa. 
Además limita al norte con la quebrada Manita que lo delimita con el municipio de Vélez; al nororiente con la quebrada Sacana que toma en su curso las quebradas Canoas y Ceniza, y que lo separa de Vélez y Barbosa; al sur con la cañada de Iroba que desemboca en la quebrada La Sorda, separándolo de Puente Nacional, y por el occidente con el río Ture que delimita sus fronteras con Jesus María, Sucre y Bolívar.
-Extensión total: 56 km²
-Extensión área urbana: 2 km²
-Extensión área rural: 54 km²
-Altitud de la cabecera municipal (metros sobre el nivel del mar): 2000
-Temperatura media: 19 °C
-Distancia de referencia: 242 km de Bucaramanga

## Economía
La actividad económica del municipio se basa en la agricultura, con cultivos como la guayaba, que se usa como materia prima para la fabricación de bocadillos. También se cuentan el maíz, el café, la caña panelera, la yuca, el fríjol y diversos frutales. El sistema de producción en el municipio prácticamente silvestre de la guayaba permite clasificarlo como un producto limpio, sin el uso de agroquímicos, lo que lo hace atractivo para exportar, tanto en forma fresca como procesada. Según el Centro de Investigación CIMPA, Guavatá se destaca por ser, junto con otros municipios de la región, uno de los mayores productores de guayaba del país, con una producción anual de 51.176 toneladas al año.[cita requerida]
Dentro de la actividad pecuaria se destacan las especies bovinas de doble propósito, los porcinos y otras de menor importancia como los caprinos y la avícola. 

## Cultura y festividades
Fiesta en honor a Santo Cristo de Guavatá: 
Siendo Guavatá el único municipio con santuario católico en la provincia de Vélez, atrae el primer domingo de febrero de cada año cerca de dos mil personas, de todas las edades y de diferentes partes del país, a realizar una peregrinación desde hace más de 290 años. Se celebra esta fiesta religiosa con el fin de renovar su fe y agradecer por algún milagro recibido, especialmente relacionado con la salud y la familia. 
Guavatá ha conservado, como tesoro invaluable, el crucifijo milagroso que fue encontrado en el río Ture por una indígena en el año de 1730. Ese día cuando ella lo vio palpitar, flotando en el río, escondido en una sábana, nacería la historia milagrosa del Santo Cristo de Guavatá. Por ese motivo, a nivel nacional, se reconoce el municipio como principal centro de turismo religioso en Santander, al cual llegan miles de turistas interesados en conocer su iglesia y orarle al Santo Cristo por el bienestar de su familia, porque saben que él les concederá cualquier milagro. La Parroquia conserva aún la estructura arquitectónica con la que fue construida y representa uno de sus mayores bienes materiales. Además, el Santo Cristo representa el vínculo más importante que tienen sus habitantes para creer que la sombra de Jesucristo los ampara.

Fiesta de San Isidro Labrador
Celebrada en agosto, se lleva a cabo cada dos años. En ella destaca el desfile de carrozas, las cuales están decoradas por las familias guavateñas y hacen un recorrido por el pueblo exponiendo su ingenio y creatividad. Sobresale también la exposición ganadera y agrícola, verbenas, cabalgata, muestra folclórica de guabinas y coplas, bailes populares y, al caer el telón,   una variedad de grandes artistas que ponen alegría y melodía a estos días de fiesta.

Olimpiadas Guavateñas
Cada dos años, intercaladas con las ferias y fiestas de San Isidro Labrador, se disfruta de las Olimpiadas. Una festividad encaminada al deporte y la integración, en las que compiten colonias y otros municipios en diferentes actividades deportivas orientadas a la sana competencia, con presentaciones de  distintas agrupaciones musicales y disyoqueis.

## Sitios turísticos
-	Santuario católico del Santo Cristo de Guavatá.
-	Cascadas Los Bancos.
-	Ruta Ecológica Itagua. 
- Parque de la Guayaba.
- Parque Santander

## Gastronomía
El municipio de Guavatá cuenta con una gran variedad gastronómica, en ella se destacan: 

Piquete guavateño
Un plato característico del municipio, compuesto de papa, plátano, arracacha, carne asada, sobrebarriga, pollo, yuca y en el que, por supuesto, no puede faltar el ají. Ingredientes que evidencian la diversidad y riqueza de la cultura y cocina guavateña.
Chicha
Bebida típica de la región preparada a base de maíz, arroz o cachipay, entre otros ingredientes, y cuyo secreto está en la fermentación, pues de esta depende su concentración y sabor. 
Bocadillo
Dulce hecho a base de guayaba autóctona y reconocido a nivel nacional. Se hace con variadas combinaciones, una de las más representativas emplea manjar blanco de arequipe, un producto infaltable, cuyo aditivo principal y más significativo es la guayaba. Una demostración de por qué se conoce al municipio como la "Capital mundial de la Guayaba "